# Корсунско-Богородицкий собор
Собо́р Ко́рсунской ико́ны Бо́жией Ма́тери (Корсунский собор) — главный православный храм города Торопца Тверской области. Относится к Торопецкому благочинию Ржевской епархии Русской православной церкви.
Находится на берегу озера Соломено. Ныне существующее здание было построено на месте прежнего в 1795—1804 годах в стиле провинциального барокко по проекту смоленского архитектора Осипа Спиркина.

## Архитектура
Пятиглавый кирпичный оштукатуренный собор. Центральная глава световая, четыре главки декоративные, глухие. Объёмная композиция включает высокий четверик с двумя одинаковыми выступами с востока и запада. С запада к собору примыкает трапезная с двумя приделами.
В 1979—1980 годах собор был отреставрирован. Возвращён Русской православной церкви в 2005 году. Отдельно стоящая колокольня и часть ограды утрачены в советское время.

## Реликвии
До 1917 года в Корсунско-Богородицком соборе находилась чудотворная Корсунско-Торопецкая икона Божией Матери, которая с 3 декабря 2009 года находится в церкви Александра Невского в Княжьем Озере. После реставрации предполагается вернуть икону в торопецкий собор.

## Духовенство
- Протоиерей Владимир Гревцев (1954) — секретарь Ржевской епархии, член Епархиального совета, настоятель Корсунского собора.
- Иерей Валерий Алексеев[2].

## См.также
- Список храмов Торопца